# Thierry Peponnet
Pour les articles homonymes, voir Peponnet.
Thierry Peponnet est un navigateur français né le 7 septembre 1959 au Havre. Il participe à différentes épreuves de voile, et a obtenu ses meilleurs résultats en 470.
Il est champion olympique dans cette discipline aux Jeux olympiques d'été de 1988.

## Palmarès

### Jeux olympiques
- Médaille d'or aux Jeux olympiques d'été de 1988 à Séoul en 470 avec Luc Pillot.
- Médaille de bronze aux Jeux olympiques d'été de 1984 à Los Angeles en 470 avec Luc Pillot.

### Championnats du monde
- Champion du monde en 1986
- Vice-champion du monde en 1985

### Championnats d'Europe
- Champion d’Europe en 1986 et 1988
- Vice-champion d'Europe en 1980 et en 1987
- Troisième des Championnats d'Europe de 470 en 1982 et 1983

### Autres
- 2e du Tour de France à la voile en 1997
- Coach de régates  "in-port" du Groupama Sailing Team sur la Volvo Ocean Race 2011-2012

## Famille
Il est le frère de Daniel Peponnet et l'oncle de Kevin Peponnet.